# Bunomys prolatus
Bunomys prolatus  (Musser, 1991) è un roditore della famiglia dei Muridi diffuso sull'isola di Sulawesi.

## Descrizione

### Dimensioni
Roditore di medie dimensioni, con la lunghezza della testa e del corpo tra 156 e 179 mm, la lunghezza della coda tra 125 e 142 mm, la lunghezza del piede tra 32 e 40 mm, la lunghezza delle orecchie tra 23 e 28 mm.

### Aspetto
La pelliccia è lunga, densa e soffice. Le parti superiori sono bruno-grigiastre, mentre le parti ventrali sono grigio scure. Le orecchie sono marroni e ricoperte di peli corti. I piedi sono lunghi e sottili. La coda è più corta della testa e del corpo, uniformemente marrone scuro, talvolta con la punta bianca e ricoperta di scaglie, ognuna corredata da tre peli.

## Distribuzione e habitat
Questa specie è conosciuta soltanto da individui catturati sul Gunung Tambusisi, nella penisola orientale di Sulawesi.
Vive nelle foreste montane, in piccole aree densamente ricoperte di muschio a 1.830 metri di altitudine.

## Conservazione
La IUCN Red List, considerato che l'intera popolazione è localizzata in un'unica località e che l'habitat è in continuo degrado, classifica B.prolatus come specie in pericolo (EN).